# جاناتان دیتون و ولری فاریس
جاناتان دیتون و ولری فاریس (انگلیسی: Jonathan Dayton and Valerie Faris؛ زادهٔ ۷ ژوئیهٔ ۱۹۵۷و۲۰ اکتبر ۱۹۵۸) زوج کارگردان اهل ایالات متحده آمریکا هستند.